# Opius angelus
Opius angelus är en stekelart som beskrevs av Fischer 1971. Opius angelus ingår i släktet Opius och familjen bracksteklar. Inga underarter finns listade i Catalogue of Life.